# Leo Wyatt
Leo Wyatt è un personaggio del telefilm Streghe, interpretato da Brian Krause.

## Prima stagione
Nella prima stagione Leo non fa parte del cast fisso, è un personaggio ricorrente che appare solo in alcune puntate. Appare per la prima volta nella terza puntata, dove si fa assumere dalle Halliwell come loro tuttofare. In realtà non è un tuttofare ma un angelo bianco, una creatura magica buona che ha il compito di proteggere le streghe ad esso affidate; le sorelle però inizialmente non lo sanno e lo scopriranno solo nella quattordicesima puntata (Phoebe) e nella ventunesima (Prue e Piper). Nelle prime puntate sia Phoebe che Piper sembrano interessate ad avere una relazione con Leo, ma alla fine sarà Piper a conquistarlo. Purtroppo Leo sa che non potrà mai avere una relazione con Piper in quanto agli Angeli Bianchi è assolutamente proibito avere una relazione con le streghe o con i loro protetti in generale, e così al termine della decima puntata della serie Leo, finito il compito di proteggerle (ridà i poteri alle sorelle dopo che esse vi avevano rinunciato a seguito di un ricatto di due demoni, salvando così loro la vita), lascia casa Halliwell.
Dopo la decima puntata, Leo appare solo due volte nella stagione: nella 14ª e nella 21ª puntata. Nella 21ª Leo viene ferito da un angelo nero e Piper, decisa a salvarlo ad ogni costo decide di scambiare temporaneamente i poteri con lui, in modo da poterlo guarire. Alla fine lo guarirà, ma solo dopo innumerevoli tentativi (non aveva capito subito come funzionavano i poteri curativi di Leo; alla fine scoprirà che la chiave per far funzionare i poteri di Leo era l'amore, e dato che lo amava riuscì a guarirlo).

## Seconda stagione
A partire dal quattordicesimo episodio della seconda stagione, Leo entra a far parte del cast fisso. Piper, data la continua assenza di Leo, inizia a frequentare Dan, un suo vicino di casa, ma poi cade gravemente malata e quando sta per morire Leo la salva. Gli Anziani puniscono Leo per aver violato le regole (Piper doveva morire) privandolo dei poteri. Senza poteri, Leo comincia a corteggiare Piper. Dan, geloso di Leo, fa delle ricerche sulla vita passata di Leo, e, dopo averle fatte, comunica a Piper i risultati dicendole che Leo non è quello che dice di essere: Leo Wyatt infatti, risulta essere morto una cinquantina di anni prima durante la seconda guerra mondiale ed era già sposato con un'altra donna prima di morire. Piper contatta la prima moglie di Leo e scopre di più sul suo passato: Leo era un dottore che andò in guerra e venne ucciso mentre tentava di salvare delle vite; per il suo atto di altruismo venne premiato dagli Anziani diventando un Angelo Bianco. Piper dice a Dan che ama Leo, che intanto ha riottenuto i suoi poteri, e Dan decide di lasciare San Francisco. Piper chiede a Leo di portarla "lassù" (il luogo magico abitato dagli Angeli Bianchi e dagli Anziani) e lui l'accontenta.

## Terza stagione
Leo e Piper tentano di sposarsi con un matrimonio a sorpresa (dato che il loro matrimonio non è autorizzato dagli Anziani) ma durante la Cerimonia gli Anziani fanno sparire Leo "orbitandolo". Piper è arrabbiata con loro e giura che non salverà più gli Innocenti fin quando gli Anziani non le restituiranno il suo fidanzato. Alla fine Leo ritorna comunicandole di essere riuscito a convincere gli Anziani ad autorizzare il loro matrimonio. Nella 15ª puntata Leo e Piper si sposano. Nella 19ª Piper e Leo decidono di trasferirsi in un altro appartamento per avere un po' di privacy ma alla fine della puntata cambiano i loro piani e stabiliscono di non farlo più.

## Quarta stagione
Nella quarta stagione Piper e Leo tentano di avere un bambino ma un ginecologo dice a Piper che non potrà averne per via di un danno all'apparato genitale (dovuto alle lotte contro i demoni). Per fortuna il ginecologo si sbagliava e nell'episodio finale l'Angelo del Destino comunica a Piper e Leo che avranno un bambino.

## Quinta stagione
Piper è incinta e viene convinta da Leo a partorire in casa. Tutti credono che si tratti di una bambina (in un episodio della seconda stagione Piper finisce nel futuro e scopre che si sposerà con Leo e avrà una bimba, Melinda), ma quando il bimbo nascerà (15º episodio), scopriranno con sorpresa che è invece un maschio. Lo chiameranno "Wyatt Matthew Halliwell": Wyatt perché il cognome di Leo è Wyatt, e Matthew perché il cognome di Paige (sorellastra di Piper) è Matthews. Il bimbo, persino quando è nel pancione, mostra degli enormi poteri, superiori persino al Potere del Trio: quando Piper era incinta, il feto la rendeva pressoché invulnerabile. La strega cattiva Crone tenta di rapire il piccolo, ma le sorelle la fermano. Al termine della quinta stagione Leo, grazie ai consigli di Chris (un misterioso angelo bianco proveniente dal futuro), salva gli Angeli Bianchi e gli Anziani dai Titani, e gli Anziani lo premiano promuovendolo ad Anziano. In questo modo tuttavia egli è costretto a lasciare Piper e Wyatt.

## Sesta stagione
Chris in realtà è il secondo figlio di Piper e Leo, ed è tornato indietro nel tempo per impedire che Wyatt diventi cattivo. Le sorelle e Leo lo scopriranno solo a metà stagione. Avendo cambiato il passato, Chris rischia di non nascere, perché a causa della sua promozione ad Anziano, Leo si è allontanato da Piper. Alla fine comunque Piper e Leo, mentre sono intrappolati in una dimensione parallela, fanno l'amore e concepiscono Chris. Piper è incinta e partorirà il piccolo in ospedale a fine stagione. L'Anziano Gideon rapisce Wyatt ma viene ucciso da Leo, che così salva il figlio. Purtroppo il Chris del Futuro viene ucciso da Gideon.

## Settima stagione
Leo tradisce gli Anziani e diventa un'Incarnazione. Le Incarnazioni sono intenzionate a creare Utopia, un mondo dove non esiste il male. Leo però scopre che in Utopia l'uomo viene privato del libero arbitrio, e tutti quelli che creano caos vengono eliminati dalle Incarnazioni, così decide di ribellarsi alle Incarnazioni e queste ultime devono rinunciare a Utopia. Gli Anziani, arrabbiati per il tradimento di Leo, lo forzano a scegliere tra rimanere un Anziano e rinunciare a Piper o vivere felicemente con Piper e perdere i poteri. Leo alla fine sceglie di restare con Piper e di conseguenza perde i suoi poteri, diventando un mortale. Alla fine della settima stagione Leo e le sorelle decidono di fingere le loro morti per poter finalmente vivere una vita normale e con un incantesimo cambiano il loro aspetto.

## Ottava stagione
Nella quinta puntata Leo e le sorelle decidono di riassumere le loro precedenti identità. Nella decima puntata Leo ha un incidente e sta per morire per volere del Destino (le sorelle - dice l'Angelo del Destino - proprio grazie alla morte di Leo, troveranno la forza per sconfiggere una potente minaccia). Le sorelle convincono l'Angelo del Destino a non far morire Leo facendo un patto con lui: Leo verrà solo ibernato e portato via dall'Angelo del Destino; se le sorelle vinceranno la potente minaccia, l'Angelo del Destino restituirà Leo. La potente minaccia viene sconfitta e Leo può finalmente tornare da Piper. I due avranno una terza figlia che desideravano da molto (la stessa bambina del futuro alternativo) e numerosi nipoti.

## Poteri
Come Angelo Bianco
- potere orbitante
- potere curativo
- potere di trasfigurazione
- potere della levitazione
- capacità di localizzare i protetti e parlare la loro lingua
- potere della lumocinesi
- potere dell'autorigenerazione
- immortalità
- potere dell'invisibilità
- potere di manipolare i ricordi degli altri
- potere di percepire il bene

Come Anziano
- tutti i poteri degli Angeli Bianchi
- potere di lanciare saette elettriche

Come Incarnazione
- potere di manipolare il tempo (Cronocinesi)
- potere di resuscitare i morti
- potere di lanciare enormi saette di fuoco